# Jobboldali libertarianizmus
A jobboldali libertarianizmus vagy jobblibertarianizmus vagy libertárius kapitalizmus  a libertarianizmus politikai ideológiáinak egyik fő ága, a ballibertarianizmus áramlataival szemben a természeti erőforrások kihasználását tekintve is individualista, nem kollektivista.  Az államot általában nem tekintik a fő veszélynek, hanem egy megreformálandó objektumnak, aminek révén végül céljaikat elérhetik. Kizárólag a parlamentarizmus révén gondolják minimalizálni vagy eltüntetni az államot. Nem támogatnak semmilyen ellengazdaságot, a fokozatosság és a reform hívei.
Azok az emberek, akiket bal-libertáriusnak vagy jobboldali-libertáriusnak neveznek, általában egyszerűen csak libertáriusnak nevezik magukat. 
Olyan irányzatok tartoznak a jobboldali libertarianizmushoz, mint:
- a piaci anarchizmus,
- minarchizmus,
- libertárius progresszivizmus,
- libertárius konzervativizmus,
- neolibertarianizmus,
- paleolibertarianizmus,
- libertárius paternalizmus.